# René Jacob de Tigné
René Jacob de Tigné (1664-1730), dit Le Brigadier de Tigné, est un chevalier de l’ordre de Malte

## Biographie
René Jacob de Tigné fut un brillant officier du génie. Élève et ami de Vauban, il fut envoyé par Louis XIV pour aider la république de Venise à fortifier l’île de Corfou face au danger turc. Par la suite, toujours à la demande de Louis XIV il fit un travail remarquable à Malte pour en relever les fortifications. Il est, notamment, à l’origine de la conception du fort Manoel. Le 11 mars 1719, en récompense de ses services, il fut reçu dans l’ordre de Malte, comme chevalier de grâce, sans preuves ni armes. René Jacob de Tigné est ainsi le premier de la famille Jacob de Tigné à être reçu chevalier de l’ordre de Malte. Par la suite, d’oncle à neveu ils se sont succédé jusqu’à Léon Jacob de Tigné (1811–1875), ancien maire de Dampierre-sur-Loire.
Son neveu, François-René Jacob de Tigné, dit Le Bailli de Tigné, s’est également illustré comme chevalier de l’ordre de Malte.
René Jacob de Tigné est également connu pour avoir dessiné le projet de la porte Royale de la Rochelle en  1724, entrée monumentale de la ville en arrivant de Paris.
René Jacob de Tigné, est né à Dampierre sur Loire et baptisé le 14 septembre 1664 à Saint Pierre de Saumur. Lors de son décès le 4 octobre 1730 à Nantilly – Saumur, il est qualifié de « seigneur de Tigné, chevalier des ordres militaires de Saint-Jean de Jérusalem et de Saint-Louis, brigadier des Armées du Roi, ingénieur des fortifications du pays d’Aunis et de La Rochelle ».